# Liste der Nummer-eins-Country-Alben in den USA (1999)
Dies ist eine Liste der Nummer-eins-Alben in den von Billboard ermittelten Verkaufscharts für Country-Alben in den USA im Jahr 1999. In diesem Jahr gab es acht Nummer-eins-Alben.

| ← 1998 ← | Liste der Nummer-eins-Country-Alben in den USA | Liste der Nummer-eins-Country-Alben in den USA | Liste der Nummer-eins-Country-Alben in den USA | 2000 →                    |
| \| Zeitraum \| Wo. ges. \| Interpret \| Titel \| Zusätzliche Informationen \| \| (Zeitraum, Wochen auf Platz eins, Interpret, Titel, zusätzliche Informationen) \| \| \| \| \| \| ------------------------------------------------------------------------------ \| -------- \| ------------ \| ------------------------------------------ \| ------------------------- \| \| 26. Dezember 1998 – 29. Januar 1999 5 Wochen (insgesamt 8) \| 8 \| Garth Brooks \| Double Live[1] \| — \| \| 30. Januar 1999 – 19. März 1999 7 Wochen (insgesamt 7) \| 7 \| Dixie Chicks \| Wide Open Spaces[2] \| — \| \| 20. März 1999 – 21. Mai 1999 9 Wochen (insgesamt 31) \| 31 \| Shania Twain \| Come On Over[3] \| — \| \| 22. Mai 1999 – 4. Juni 1999 2 Wochen (insgesamt 2) \| 2 \| Tim McGraw \| A Place in the Sun[4] \| — \| \| 5. Juni 1999 – 17. September 1999 15 Wochen (insgesamt 46) \| 46 \| Shania Twain \| Come On Over \| — \| \| 18. September 1999 – 12. November 1999 8 Wochen (insgesamt 8) \| 8 \| Dixie Chicks \| Fly[5] \| — \| \| 13. November 1999 – 26. November 1999 2 Wochen (insgesamt 2) \| 2 \| LeAnn Rimes \| LeAnn Rimes[6] \| — \| \| 27. November 1999 – 10. Dezember 1999 2 Wochen (insgesamt 2) \| 2 \| Faith Hill \| Breathe[7] \| — \| \| 11. Dezember 1999 – 17. Dezember 1999 1 Woche (insgesamt 47) \| 47 \| Shania Twain \| Come On Over \| — \| \| 18. Dezember 1999 – 24. Dezember 1999 1 Woche (insgesamt 1) \| 1 \| Garth Brooks \| Garth Brooks and the Magic of Christmas[8] \| — \| \| 25. Dezember 1999 – 31. Dezember 1999 1 Woche (insgesamt 48) \| 48 \| Shania Twain \| Come On Over \| — \| |                                                |                                                |                                                |                           |
| ← 1998 |                                                |                                                |                                                | → 2000 →                  |
| Zeitraum | Wo. ges.                                       | Interpret                                      | Titel                                          | Zusätzliche Informationen |
| (Zeitraum, Wochen auf Platz eins, Interpret, Titel, zusätzliche Informationen) |                                                |                                                |                                                |                           |
| 26. Dezember 1998 – 29. Januar 1999 5 Wochen (insgesamt 8) | 8                                              | Garth Brooks                                   | Double Live                                    | —                         |
| 30. Januar 1999 – 19. März 1999 7 Wochen (insgesamt 7) | 7                                              | Dixie Chicks                                   | Wide Open Spaces                               | —                         |
| 20. März 1999 – 21. Mai 1999 9 Wochen (insgesamt 31) | 31                                             | Shania Twain                                   | Come On Over                                   | —                         |
| 22. Mai 1999 – 4. Juni 1999 2 Wochen (insgesamt 2) | 2                                              | Tim McGraw                                     | A Place in the Sun                             | —                         |
| 5. Juni 1999 – 17. September 1999 15 Wochen (insgesamt 46) | 46                                             | Shania Twain                                   | Come On Over                                   | —                         |
| 18. September 1999 – 12. November 1999 8 Wochen (insgesamt 8) | 8                                              | Dixie Chicks                                   | Fly                                            | —                         |
| 13. November 1999 – 26. November 1999 2 Wochen (insgesamt 2) | 2                                              | LeAnn Rimes                                    | LeAnn Rimes                                    | —                         |
| 27. November 1999 – 10. Dezember 1999 2 Wochen (insgesamt 2) | 2                                              | Faith Hill                                     | Breathe                                        | —                         |
| 11. Dezember 1999 – 17. Dezember 1999 1 Woche (insgesamt 47) | 47                                             | Shania Twain                                   | Come On Over                                   | —                         |
| 18. Dezember 1999 – 24. Dezember 1999 1 Woche (insgesamt 1) | 1                                              | Garth Brooks                                   | Garth Brooks and the Magic of Christmas        | —                         |
| 25. Dezember 1999 – 31. Dezember 1999 1 Woche (insgesamt 48) | 48                                             | Shania Twain                                   | Come On Over                                   | —                         |